# Launchpad
Launchpad (англ. launch pad — стартова платформа) — вебзастосунок і вебсайт, що дозволяє користувачам розвивати та підтримувати програмне забезпечення, зокрема, вільне програмне забезпечення. Launchpad розробляється і підтримується Canonical Ltd. 21 липня 2009 початковий код був випущений публічно під GNU Affero General Public License. Станом на липень 2011 р., є понад 23 500 проєктів.

## Складові
Launchpad складається з декількох частин:
- Code — хостинг початкового коду, який використовує систему керування версіями Bazaar.
- Bugs — Система пошуку помилок.
- Blueprints — система для створення специфікацій відслідковування характеристик і нових можливостей.
- Translations — онлайн-редактор локалізацій.
- Answers — сайт громадської підтримки та система створення бази знань і списків поширених питань.

## Інструменти для спільної роботи
- Trac/Launchpad Plugin [Архівовано 21 травня 2011 у Wayback Machine.]
- The Bugzilla Launchpad Plugin [Архівовано 21 травня 2011 у Wayback Machine.]
- Launchpad login module for Drupal [Архівовано 21 травня 2011 у Wayback Machine.]
- Teams module for Drupal [Архівовано 21 травня 2011 у Wayback Machine.]
- Bazaar Plugin for Eclipse [Архівовано 13 серпня 2011 у Wayback Machine.][5]
- Bugmail — for Thunderbird
- Leonov [Архівовано 21 травня 2011 у Wayback Machine.]

## Користувачі
Деякі проєкти Canonical Ltd, включно з Ubuntu і Bazaar використовують Launchpad для розробки. Розробка Launchpad також керується в Launchpad.
Інші відомі проєкти, що використовують Launchpad:
- Drizzle
- GNOME Do
- Inkscape[6][7]
- Linux Mint (bug tracking, blueprints, and translations)[8][9]
- MySQL (code hosting)[10]
- Pinta
- Upstart
- Zope 3 (bug tracking)

## Перехід на вільне програмне забезпечення
Launchpad спочатку критикувався Джемом Репортом та іншими членами спільноти вільного програмного забезпечення за закритий початковий код, попри свої цілі. У відповідь на це розробники заявили, що вони збиралися, зрештою випустити його під вільною ліцензією, але що це може зайняти роки. 9 липня 2007 компанії Canonical Ltd. випустила «Storm», перший компонент Launchpad який випускається під вільними ліцензіями. 19 грудня 2008 р., Canonical Ltd. випустила компонент Launchpad «lazr.config» і «lazr.delegates» під версію 3 GNU LGPL. 21 липня 2009 р. все програмне забезпечення, було випущене під AGPLv3